# Clastobasis alternans
Clastobasis alternans är en tvåvingeart som först beskrevs av Johannes Winnertz 1863.  Clastobasis alternans ingår i släktet Clastobasis och familjen svampmyggor. Enligt den finländska rödlistan är arten otillräckligt studerad i Finland. Arten är reproducerande i Sverige. Artens livsmiljö är naturlundskogar. Inga underarter finns listade i Catalogue of Life.